# Proces starzenia się psów

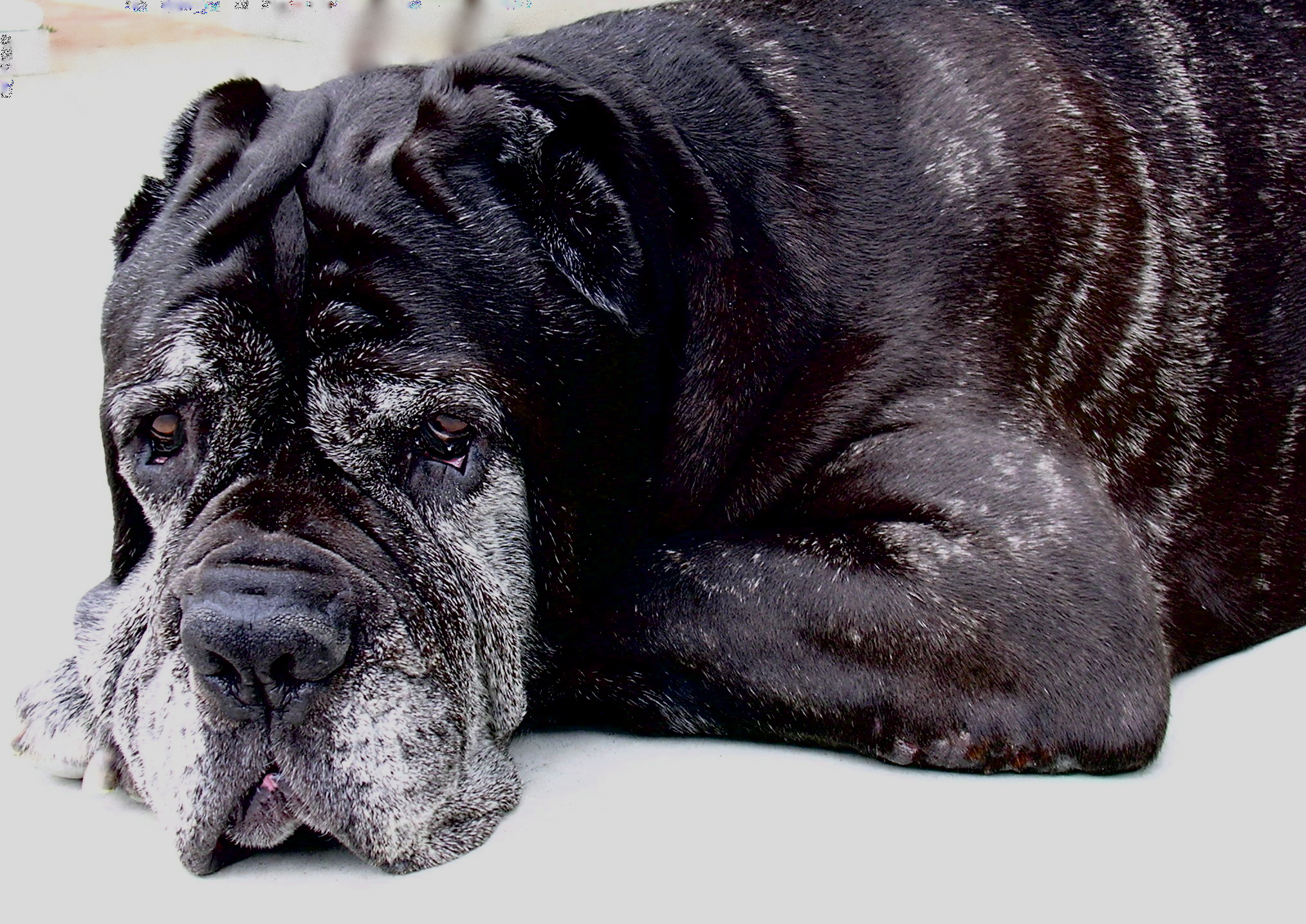
Starsze psy często siwieją, tak jak np. ten dziesięcioletni mastif neapolitański

Proces starzenia się psów – wpływ wieku psa domowego na oczekiwaną długość życia i związane z tym zagadnienia medyczne.

## Porównanie wieku psa z wiekiem ludzkim

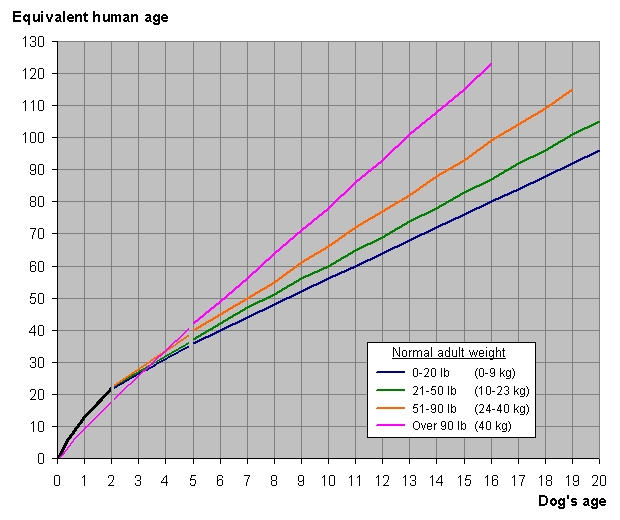
Przybliżony wykres porównujący wiek psa z wiekiem ludzkim, w zależności od masy ciała psa

Wiek jednorocznego psa można porównać do "ludzkiego" wieku 10-15 lat – pies lub kot w tym wieku zwykle osiągnął już swój pełny wzrost i jest dojrzały płciowo, choć może jeszcze wymagać rozwoju bardziej dojrzałej muskulatury, podobnie jak "ludzcy" nastolatkowie. Drugi rok życia psa jest odpowiednikiem około  3-8 lat w zakresie dojrzałości fizycznej i umysłowej, a każdy kolejny rok odpowiada około 4-5 "ludzkim" latom.
Według Book of Dogs UC Davis School of Veterinary Medicine psy małych ras (takie jak małe teriery) stają się geriatryczne w wieku około 11 lat; psy ras średniej wielkości (takiej jak większe spaniele) w wieku 10 lat; psy dużych ras (takie jak owczarek niemiecki) w wieku 8 lat; psy ras olbrzymich (takie jak dog niemiecki) w wieku 7 lat.

## Oczekiwana długość życia w zależności od rasy
Oczekiwaną długość życia można określić przez średnią lub przez zakres. Np. beagle (średnia oczekiwana długość życia – 13,3 lat) żyje zwykle około 12–15 lat, a terier szkocki (średnia oczekiwana długość życia – 12 lat) żyje zwykle około 10–16 lat.
Poniżej przedstawiono dane uzyskane z badania przeprowadzonego w 1999 na próbie 3000 psów (wielkości prób dla poszczególnych ras różniły się znacząco). Dla większości ras rozmiar próby był mały.
| Rasa                              | Oczekiwana długość życia w latach |
| --------------------------------- | --------------------------------- |
| chart afgański                    | 12                                |
| airedale terrier                  | 11,2                              |
| amerykański staffordshire terier  | 12,3                              |
| basset                            | 12,8                              |
| beagle                            | 13,3                              |
| bearded collie                    | 12,3                              |
| bedlington terier                 | 14,3                              |
| berneński pies pasterski          | 7                                 |
| border collie                     | 13                                |
| border terrier                    | 13,8                              |
| bokser                            | 10,4                              |
| bulterier                         | 12,9                              |
| buldog angielski                  | 6,7                               |
| bulmastif                         | 8,6                               |
| cairn terrier                     | 13,2                              |
| cavalier king charles spaniel     | 10,7                              |
| chihuahua                         | 13                                |
| chow chow                         | 13,5                              |
| cocker spaniel                    | 12,5                              |
| jamnik                            | 12,2                              |
| dalmatyńczyk                      | 13                                |
| doberman                          | 9,8                               |
| cocker spaniel angielski          | 11,8                              |
| seter angielski                   | 11,2                              |
| springer spaniel angielski        | 13                                |
| king charles spaniel              | 10,1                              |
| flat coated retriever             | 9,5                               |
| owczarek niemiecki                | 10,3                              |
| wyżeł niemiecki krótkowłosy       | 12,3                              |
| golden retriever                  | 12                                |
| seter szkocki                     | 11,3                              |
| dog niemiecki                     | 8,4                               |
| greyhound                         | 13,2                              |
| seter irlandzki czerwono-biały    | 12,9                              |
| seter irlandzki                   | 11,8                              |
| wilczarz irlandzki                | 6,2                               |
| Jack Russell terrier              | 13,6                              |
| labrador retriever                | 12,6                              |
| Lurcher                           | 12,6                              |
| jamnik miniaturowy                | 14,4                              |
| pinczer miniaturowy               | 14,9                              |
| pudel miniaturowy                 | 14,8                              |
| pies nierasowy                    | 13,2                              |
| norfolk terrier                   | 10                                |
| Owczarek staroangielski           | 11,8                              |
| pekińczyk                         | 13,3                              |
| szpic miniaturowy                 | 14,5                              |
| rajapalayam                       | 11,2                              |
| rhodesian ridgeback               | 9,1                               |
| rottweiler                        | 9,8                               |
| owczarek szkocki długowłosy       | 12,2                              |
| samojed                           | 11                                |
| chart szkocki                     | 9.5                               |
| terier szkocki                    | 12                                |
| owczarek szetlandzki              | 13,3                              |
| shiba                             | 14                                |
| shih tzu                          | 13,4                              |
| husky syberyjski                  | 13,5                              |
| irish soft coated wheaten terrier | 13,2                              |
| Staffordshire Bull Terrier        | 14                                |
| pudel średni                      | 12                                |
| terier tybetański                 | 14,3                              |
| pudel duży                        | 14,4                              |
| wyżeł węgierski krótkowłosy       | 12,5                              |
| wyżeł weimarski krótkowłosy       | 10                                |
| Welsh Corgi                       | 11,3                              |
| springer spaniel walijski         | 11,5                              |
| West Highland white terrier       | 12,8                              |
| foksterier szorstkowłosy          | 13                                |
| yorkshire terrier                 | 12,8                              |

## Efekty starzenia
Proces starzenia zaczyna się w momencie narodzin, ale jego przejawy nie są zauważalne przed upływem kilku lat. Pierwszą oznaką starzenia jest ogólny spadek aktywności, w tym skłonność do dłuższego i głębszego snu, spadek entuzjazmu do spacerów i zabawy, jak również zmniejszone zainteresowanie tym co dzieje się w domu.
Do najczęstszych efektów starzenia należą:
- utrata słuchu
- utrata wzroku (zaćma)
- zmniejszona aktywność, więcej snu i zmniejszony poziom energii (częściowo w związku ze zmniejszoną pracą płuc)
- wzrost wagi (zapotrzebowanie energetyczne starszych psów może być o 30–40% mniejsze niż u młodych)
- osłabienie układu odpornościowego prowadzące do zakażeń
- zmiany skórne (grubsza lub ciemniejsza skóra, suchość prowadząca do zmniejszonej elastyczności, utrata lub siwienie sierści)
- zmiany stóp i pazurów
- zapalenie i inne problemy stawów
- osłabienie mięśni i kości
- utrata zębów
- zaburzenia żołądkowo-jelitowe
- inkontynencja u obu płci i zapalenie gruczołu krokowego u samców
- torbiele i rak sutka u samic
- otępienie
- szmery sercowe
- cukrzyca.